# 2001 DH47
2001 DH47，也可以寫成2001 DH47，是一顆小的小行星，他在火星軌道上位於火星後方60度的L5點。

## 發現、軌道和物理特徵
2001 DH47是在2001年2月日被太空監視計畫位於基特峰的史都華天文台在觀測中發現的，並且被小行星中心歸類為穿越火星者。它的軌道特徵為低離心率（0.035）、中等程度的軌道傾斜（24. 4º）和1.52AU的軌道半長軸。他目前的軌道（2013年3月）是依據跨越3,148天弧長中的45次測量決定的。它的絕對星等是19.7，依據特徵推斷ㄊ的直徑是562米。

## 火星特洛伊和軌道演化
在2005年，H. Scholl、F. Marzari和P. Tricarico確認它是一顆特洛伊小行星，並且發現它半生命期的數量級和太陽系的年齡相同。目前的計算確認它在L5以11º的振幅，1365年的週期如同天秤般矲動著。這些數值以及短期項的軌道演化都與(5261) 尤里卡相似。

## 起源
長期的數值的積分顯示它的軌道在10億年的時間尺度上是很穩定的。如同尤里卡的例子，計算顯示無論在45億年前或45億年後，都是原始的天體，或許它是在太陽系的早期歷史中，在類地行星誕生與形成範圍內倖存的微行星。

## 火星特洛伊
L4 ：
- (121514) 1999 UJ7

L5 ：
- (5261) 尤里卡
- (101429) 1998 VF31
- 2001 DH47
- (311999) 2007 NS2
- 2011 SC191
- 2011 UN63

候選者：
- 2011 SL25

## 外部連結
- http://www.minorplanetcenter.net/db_search/show_object?object_id=2001+DH47（页面存档备份，存于） data at MPC
- 2001 DH47 data at AstDyS-2.